# Gibson (Georgia)
Gibson es un pueblo ubicado en el condado de Glascock en el estado estadounidense de Georgia. En el censo de 2000, su población era de 697.

## Demografía
En el 2000 la renta per cápita promedia del hogar era de $18,667, y el ingreso promedio para una familia era de $31,364. El ingreso per cápita para la localidad era de $12,058. Los hombres tenían un ingreso per cápita de $30,729 contra $18,500 para las mujeres.

## Geografía
Gibson se encuentra ubicado en las coordenadas 33°13′58″N 82°35′43″O / 33.23278, -82.59528 (33.232737, -82.595301).
Según la Oficina del Censo, la localidad tiene un área total de 2,7 km² (1 mi²), de la cual 2,7 km² (1 mi²) es tierra y 0 km² (0 mi²) (0.00%) es agua.